# Hangquellmoor westlich Maisenbaindt
Hangquellmoor westlich Maisenbaindt este o arie protejată (arie specială de conservare — SAC, sit de importanță comunitară — SCI) din Germania întinsă pe o suprafață de 1,43 ha, integral pe uscat.

## Localizare
Centrul sitului Hangquellmoor westlich Maisenbaindt este situat la coordonatele 47°45′43″N 10°13′37″E / 47.7619°N 10.2269°E.

## Înființare
Situl Hangquellmoor westlich Maisenbaindt a fost declarat sit de importanță comunitară în martie 2001 pentru a proteja un număr necunoscut de specii din flora spontană și fauna sălbatică aflate în arealul zonei. Situl a fost protejat și ca arie specială de conservare în aprilie 2016.

## Biodiversitate
Situată în ecoregiunea continentală, aria protejată conține 4 habitate naturale: Pajiști cu Molinia pe soluri calcaroase, turboase sau argilos-nămoloase (Molinion caeruleae), Fânețe montane, Izvoare petrifiante cu formare de travertin (Cratoneurion), Mlaștini alcaline.
La baza desemnării sitului se află un număr nedeclarat de specii protejate.